# Випадок у вулкані
«Випадок у вулкані» (рос. «Случай в вулкане») — радянський пригодницький художній фільм 1940 року, знятий режисерами Євгеном Шнейдером, Львом Кулешовим і Олександрою Хохловою на кіностудії «Союздитфільм».

## Сюжет
У день свята Андрій Латонін (Володимир Шишкін) обіцяв коханій дівчині Наташі (Лідія Смирнова) здійснити в її честь парашутний стрибок. Але несподівано злякався і не стрибнув. Важко переживаючи невдачу, Латонін вирішує назавжди покинути рідні місця. Випадковий співрозмовник, капітан теплохода, пропонує йому поступити матросом в команду його судна, яке прямує до берегів Камчатки. На борту знаходиться група вчених, які мають намір досліджувати кратер одного з вулканів півострова.

## У ролях
- Володимир Шишкін — Андрій Латонін
- Петро Алейников — матрос Шаталов
- Лідія Смирнова — Наташа, радистка
- Андрій Файт — капітан корабля
- Михайло Трояновський — професор Муратов
- Іван Бобров — Саєнко, моряк
- Олександр Баранов — льотчик
- Олександр Гречаний — Александров, вчений
- А. Лісовський — Немчура, вчений-вулканолог
- Лев Мацулевич — Соколов, вчений-топограф
- Михайло Швейцер — Яковлєв, вчений
- Микола Горлов — репортер
- Анатолій Граник — репортер
- Чеслав Сушкевич — репортер
- Михайло Поволоцький — репортер
- Петро Галаджев — кок
- Борис Толмазов — інструктор
- Сергій Комаров — член екіпажу експедиції
- Олександр Путко — помічник кока
- Наум Соколов — капітан корабля
- Іван Рижов — член експедиції

## Знімальна група
- Режисери — Євген Шнейдер, Лев Кулешов, Олександра Хохлова
- Сценаристи — Михайло Розенфельд, Осип Брік
- Оператори — Луї Форестьє, Михайло Кириллов
- Композитор — Давид Блок
- Художник — Фелікс Богуславський